# Олександрівка (Новопокровська селищна громада)
Олекса́ндрівка — село в Україні, у Новопокровській селищній громаді Дніпровського району Дніпропетровської області. Населення — 58 мешканців.

## Географія
Село Олександрівка знаходиться над річкою Балка Литвинівка, правою притокою Солоної, на відстані 2 км від села Миропіль.

## Історія
У 1905 мешканці Олександрівки Данило  Кожушко та Лаврентій Степанович Кожушко були активними членами Селянської Спілки у відстоюванні прав селян за краще економічне становище.

## Населення

### Мова
Розподіл населення за рідною мовою за даними перепису 2001 року:
| Мова       | Відсоток |
| ---------- | -------- |
| українська | 86,2 %   |
| російська  | 13,8 %   |